# Медичний університет Караганди
Медичний університет Караганди (каз. Қарағанды медицина университеті) — вищий медичний навчальний заклад в м. Караганда, Казахстан. Відкрито в 1950 році. У 1997 році був реорганізований в Карагандинську державну медичну академію. У 2009 році реорганізований в Карагандинський державний медичний університет. У лютому 2019 року реорганізовано в НАТ Медичний університет Караганди.

## Сучасний стан
Статус університету з 2009 року.
КДМУ — перший медичний внз серед країн СНД, який успішно пройшов в 2005 році сертифікацію на відповідність вимогам системи менеджменту якості Міжнародного стандарту ІСО 9001-2000 уповноваженим органом National Quality Assurance Limited, Велика Британія, всіх видів діяльності.
Навчання в університеті проводиться казахською, російською та англійською мовами. Університет надає освітні послуги за спеціальностями лікувальна справа, педіатрія, медико-профілактична справа, стоматологія, фармація, східна медицина вищої медичної освіти.
У відповідності до нових Державних загальнообов'язкових стандартів вищої медичної та фармацевтичної освіти, розроблених відповідно до міжнародних вимог з вересня 2007 року введено нові спеціальності «Загальна медицина», «Стоматологія», «Сестринська справа», «Фармація», «Громадська охорона здоров'я»
Ведеться післядипломна підготовка через інтернатуру, клінічну ординатуру, аспірантуру і докторантуру. Працює спеціалізована вчена ради по захисту кандидатських дисертацій. Функціонує науково-дослідний центр, видаються журнал «Медицина і екологія», газети «Медик» і «Дару».

## Керівники
- Петро Мойсейович Поспєлов[3] 1950—1974
- Олександр Петрович Філін 1974—1984
- Микола Архипович Хлопов 1984—1989
- Макаш Тиништикбаєвич Аліякпаров 1989—2001
- Ільяс Райханович Кулмагамбетов 2001—2009
- Мурат Койшібаєвич Телеуов 2009—2011
- Раушан Султанівна Досмагамбетова[4] з серпня 2011[5].

## Медичний коледж при КДМУ
Медичний коледж при Карагандинському державному медичному університеті був відкритий в 2002 році. Заняття проводяться на кафедрах КДМУ і на клінічних базах лікувально-профілактичних установ Караганди. Навчання в коледжі проводиться казахською та російською мовами, з 8 спеціальностей. У 2015—2017 роках коледж при КДМУ був закритий, а 2017 року адміністрація КДМУ знову відновила його діяльність.
У 2007 році за рейтингом Міністерства освіти і науки Республіки Казахстан КДМА займає 1 місце серед медичних вузів, в 2008 році — 2 місце серед медичних вузів і 8 місце серед 60 вузів Казахстану.
У рейтингу медичних вузів від Незалежного агентства щодо забезпечення якості в освіті (НКАОКО, також IQAA) КДМУ зайняв 1 місце в 2010 році, 2 місце в 2011 році, поділив 2-3 місце в 2012 році не, зайняв 2 місце в 2013, 2014 році та 2017 році.

## Викладачі
- Ерез Бела Михайлівна — завідувачка кафедри нормальної анатомії у 1964—1969 роках